# Enigma (Album)
Enigma ist das vierte Album der US-amerikanischen Nu-Metal-Band Ill Niño, welches in den Vereinigten Staaten am 11. März 2008 durch Cement Shoes Records veröffentlicht wurde. Die erste Single des Albums The Alibi of Tyrants wurde am 22. April 2007 im Radio veröffentlicht. Die Band erklärte, sie würde drei Musikvideos aufnehmen, nämlich zu den Singles The Alibi of Tyrants, Me Gusta La Soledad und Pieces of the Sun. Das Album sollte ursprünglich am 17. Juli 2007 veröffentlicht werden, das Release wurde aber mehrfach verschoben. Auf den meisten digitalen Vertriebs-Plattformen, wie z. B. iTunes, ist Enigma nicht verfügbar.
Im März 2008 veröffentlichte Cement Shoes Records Enigma, ohne die Ingenieure und Redakteure des Albums für ihre Arbeit zu bezahlen. Anschließend wurde Enigma dauerhaft aus dem iTunes Music Store und aus anderen digitalen Vertriebs-Plattformen genommen. Die meisten der Ingenieure und Redakteure, die am Album mitgearbeitet hatten, wurden immer noch nicht bezahlt und haben rechtliche Schritte gegen Ill Niño und Cement Shoes Records eingeleitet.
Das Album stieg auf Platz 145 der Billboard Charts und verkaufte sich in der ersten Woche 5.000-mal, was mit ihren bisherigen Alben verglichen einen deutlichen Rückgang ausmacht. Dennoch wurden weltweit 80.000 Kopien verkauft.

## Titelliste
1. The Alibi of Tyrants – 3:51
2. Pieces of the Sun – 4:18
3. Finger Painting (With the Enemy) – 4:07
4. March Against Me – 3:31
5. Compulsion of Virus and Fever – 4:25
6. Formal Obsession – 4:18
7. Hot Summer's Tragedy – 5:10
8. Me Gusta La Soledad – 4:34
9. 2012 – 4:28
10. Guerrilla Carnival – 3:46
11. Estoy Perdido – 3:36
12. Kellogg's, Bombs, & Cracker Jacks – 4:04
13. De Sangre Hermosa – 3:59

### Bonustitel
Die europäische Version des Albums wird in einem limitierten Digipak veröffentlicht werden, welche alle fünf Titel aus der EP The Under Cover Sessions aus dem Jahr 2006 enthält.
1. Arrastra – 3:21
2. Zombie Eaters (feat. Chino Moreno) – 6:00
3. Reservation for Two – 3:16
4. Red Rain – 4:15
5. Territorial Pissings – 2:27